# 天主教卡凡錢教區
天主教卡凡錢教區（拉丁語：Dioecesis Kafancana）是尼日利亞一個羅馬天主教教區，屬卡杜納總教區。
教區於1995年7月10日成立，位於卡杜納州南部；2006年時有教友265,472人（佔轄區人口23.3%）、三十個堂區和五十七名司鐸。現任教區主教為儒略·雅各伯·昆迪。